# Down Ampney
Pour les articles homonymes, voir Ampney.
Down Ampney est une paroisse civile et un village du Gloucestershire, en Angleterre.